# Eva Korpela
Eva Korpela geborene Lundgren (* 31. Oktober 1958) ist eine ehemalige schwedische Biathletin.
In den Anfangsjahren des Frauenbiathlons gehörte die Schwedin zu den führenden Athletinnen dieser Sportart. Korpela war eine der wenigen Biathletinnen, die mit den dominierenden Athletinnen aus Norwegen und der Sowjetunion in den 1980er-Jahren mithalten konnte. Sie war zunächst Langläuferin und wechselte erst mit 24 Jahren zum Biathlon. Von Beruf Polizistin hatte sie die notwendige Erfahrung als Schützin.
Nach einem zweiten Platz im Gesamtweltcup der Saison 1984/85 war sie in der darauffolgenden Saison 1985/86 die erste nichtnorwegische Siegerin im Gesamtweltcup. Diesen Erfolg konnte sie ein Jahr später wiederholen und war damit die erste Athletin, die den Gesamtweltcup mehr als einmal gewinnen konnte.
Auch bei den in den 1980er-Jahren noch wenig beachteten Damen-Weltmeisterschaften war die Schwedin erfolgreich. 1985 gewann sie in der Schweizer Gemeinde Egg am Etzel mit der Bronzemedaille im Einzel ihre erste Weltmeisterschaftsmedaille. Ein Jahr später konnte Korpela in allen drei ausgetragenen Rennen eine Medaille erreichen. Mit der Goldmedaille im Einzel, dem einzigen Weltmeistertitel ihrer Karriere, der Silbermedaille mit der schwedischen Staffel sowie der Bronzemedaille im Sprint erreichte sie einen kompletten Medaillensatz bei den Weltmeisterschaften 1986 in Falun.
In Sprint und Einzel erreichte Korpela ein Jahr später keine Medaille, gewann jedoch mit der schwedischen Staffel wie im Vorjahr die Silbermedaille. 1988 musste sich Korpela mit einem Schießfehler im Sprint der fehlerfreien Deutschen Petra Schaaf geschlagen geben. Die Schwedin verpasste in diesem Rennen zwar ihren zweiten Weltmeisterschaftstitel, erreichte jedoch mit dem zweiten Platz die dritte Silbermedaille ihrer Karriere. Mit der Staffel gewann Korpela zum dritten Mal in Folge eine Medaille, dieses Mal die Bronzemedaille. In den Jahren 1987 und 1988 wurde sie zudem schwedische Meisterin über die 3 × 5 km mit der Staffel des Sollefteå SK, zu der neben ihr noch Lis Frost und Marie-Helene Westin gehörten.
Nach dem Karriereende Korpelas gab es einige Jahre lang keine schwedischen Biathletinnen, die in der Weltspitze mithalten konnten. Erst mit dem Aufstieg Magdalena Forsbergs in der zweiten Hälfte der 1990er-Jahre gab es erneut eine schwedische Topathletin, die im Vergleich zu Korpela aber noch wesentlich erfolgreicher war.